# Kvelertak
Kvelertak (norwegisch für „Würgegriff“) ist eine norwegische Metal-Band aus Stavanger, deren Texte fast ausschließlich auf Norwegisch verfasst sind. Der Stil der Band mischt Hardcore Punk mit Einflüssen aus Rock ’n’ Roll und Black Metal.

## Geschichte

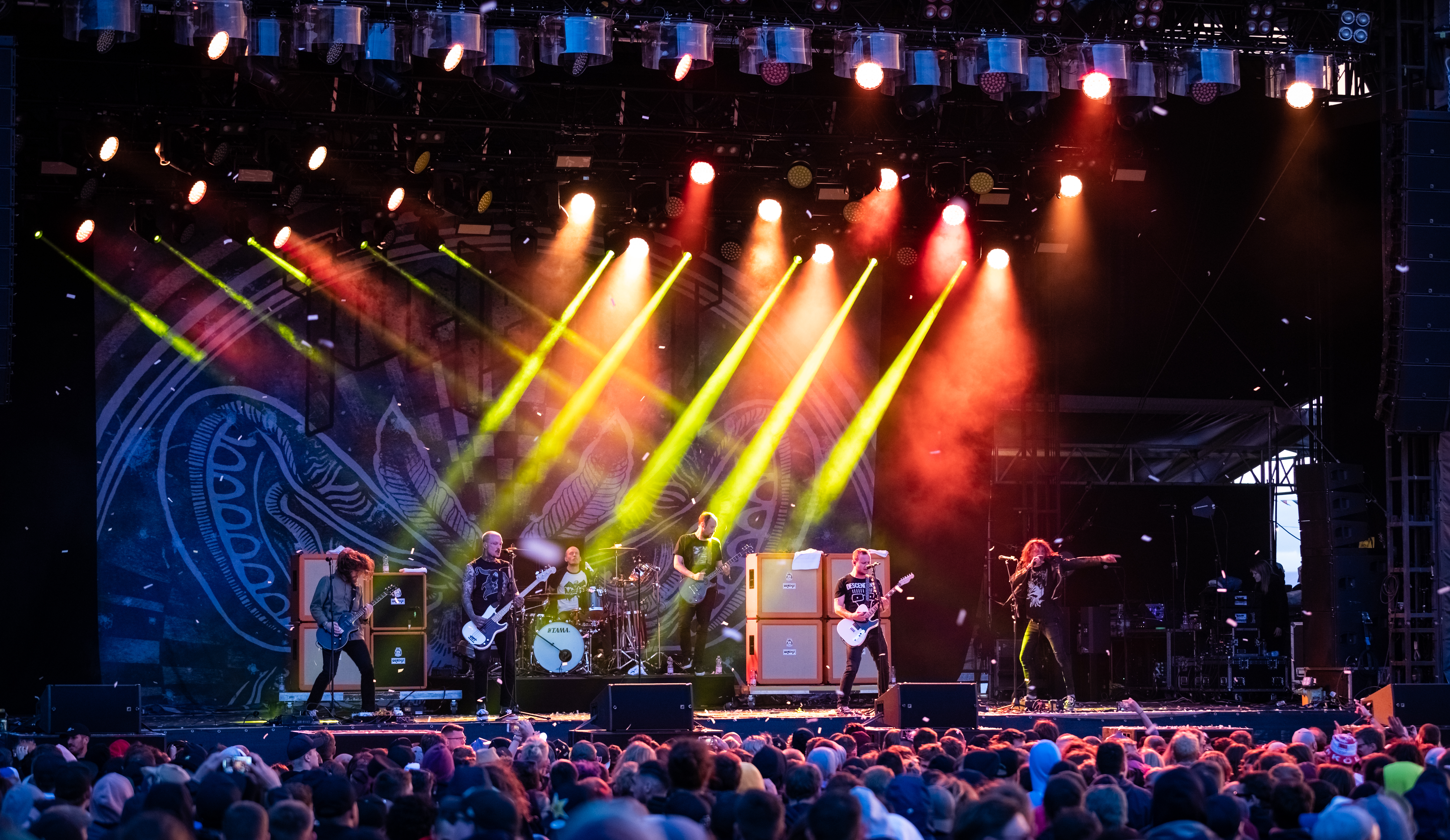
Kvelertak live bei Rock am Ring 2019

Schon bald nachdem sich Kvelertak 2007 gegründet hatten, erlangten sie in Norwegen mit ihrer Demo Westcoast Holocaust eine gewisse Bekanntheit, wurden sogar im Radio gespielt und erspielten sich den Ruf einer guten Liveband. Noch immer ohne Plattenvertrag durften sie 2009 sogar beim Roskilde-Festival spielen.
Im Juni 2010 erschien das Debütalbum Kvelertak auf dem Label Indie Recordings. Converge-Gitarrist Kurt Ballou übernahm dabei die Produktion, das Artwork wurde von Baroness-Frontmann John Baizley gestaltet. Nach einer ausgiebigen Europatour im Jahr 2010 – unter anderem mit Converge und Kylesa – wurden Kvelertak für den Sommer 2011 für diverse europäische Musikfestivals bestätigt.
Am 22. März 2013 erschien das zweite Album Meir. Das Artwork wurde erneut von Baizley erstellt. Damit schafften sie es nicht nur auf Platz 1 der norwegischen Albumcharts, sondern waren international erfolgreich. Das Album wurde mit dem Spellemannprisen in der Kategorie Metal ausgezeichnet.
Die Veröffentlichung des dritten Albums Nattesferd erfolgte am 13. Mai 2016. Bereits am 8. März 2016 wurde mit 1985 die erste Single des Albums veröffentlicht. Am 12. April 2016 folgte die Veröffentlichung des Liedes Berserkr. Das von der Band selbst produzierte Album wurde von Nick Terry gemischt, der in der Vergangenheit unter anderem bereits für Turbonegro (Sexual Harassment) oder The Libertines (Up the bracket) gearbeitet hat. Aufgenommen wurde das Album live in den Amper Tone Studios in Oslo, Norwegen.
Bei den europäischen Konzerten der WorldWired-Tour 2017/18 der amerikanischen Thrash-Metal-Band Metallica spielten Kvelertak als Vorband. Am 16. Juli 2018 gab Erlend Hjelvik auf Facebook bekannt, dass er nicht länger ein Mitglied von Kvelertak ist. Sein Nachfolger wurde Ivar Nikolaisen.
Im Frühjahr 2019 tourten Kvelertak mit Mastodon und Mutoid Man durch Europa.

## Auszeichnungen
- Spellemannprisen
  - 2010: Bester Newcomer
  - 2010: Beste Rockband
  - 2013: Metal
  - 2016: Rock

- Metal Hammer Awards
  - 2011: Bestes Debütalbum

## Diskografie

### Studioalben
| Jahr | Titel Musiklabel                                                  | Höchstplatzierung, Gesamtwochen, AuszeichnungChartplatzierungen (Jahr, Titel, Musiklabel, Platzierungen, Wochen, Auszeichnungen, Anmerkungen) | Höchstplatzierung, Gesamtwochen, AuszeichnungChartplatzierungen (Jahr, Titel, Musiklabel, Platzierungen, Wochen, Auszeichnungen, Anmerkungen) | Höchstplatzierung, Gesamtwochen, AuszeichnungChartplatzierungen (Jahr, Titel, Musiklabel, Platzierungen, Wochen, Auszeichnungen, Anmerkungen) | Höchstplatzierung, Gesamtwochen, AuszeichnungChartplatzierungen (Jahr, Titel, Musiklabel, Platzierungen, Wochen, Auszeichnungen, Anmerkungen) | Höchstplatzierung, Gesamtwochen, AuszeichnungChartplatzierungen (Jahr, Titel, Musiklabel, Platzierungen, Wochen, Auszeichnungen, Anmerkungen) | Höchstplatzierung, Gesamtwochen, AuszeichnungChartplatzierungen (Jahr, Titel, Musiklabel, Platzierungen, Wochen, Auszeichnungen, Anmerkungen) | Anmerkungen                                               |
| Jahr | Titel Musiklabel                                                  | DE | AT | CH | NO | SE | FI | Anmerkungen                                               |
| ---- | ----------------------------------------------------------------- | --- | --- | --- | --- | --- | --- | --------------------------------------------------------- |
| 2010 | Kvelertak Indie Recordings                                        | — | — | — | NO3 Gold · (31 Wo.)NO | — | — | Erstveröffentlichung: 21. Juni 2010 Verkäufe: + 15.000    |
| 2013 | Meir Sony Music Scandinavia, Roadrunner Records, Indie Recordings | DE64 (1 Wo.)DE | — | CH100 (1 Wo.)CH | NO1 (19 Wo.)NO | SE20 (4 Wo.)SE | FI18 (2 Wo.)FI | Erstveröffentlichung: 25. März 2013                       |
| 2016 | Nattesferd Roadrunner Records, Indie Recordings                   | DE24 (1 Wo.)DE | AT44 (1 Wo.)AT | CH44 (1 Wo.)CH | NO2 (4 Wo.)NO | SE31 (1 Wo.)SE | FI9 (2 Wo.)FI | Erstveröffentlichung: 13. Mai 2016                        |
| 2020 | Splid Roadrunner Records, Indie Recordings                        | DE12 (1 Wo.)DE | AT38 (1 Wo.)AT | CH32 (2 Wo.)CH | NO1 Gold · (4 Wo.)NO | SE19 (1 Wo.)SE | FI21 (1 Wo.)FI | Erstveröffentlichung: 14. Februar 2020 Verkäufe: + 10.000 |
| 2023 | Endling Roadrunner Records, Indie Recordings                      | DE12 (1 Wo.)DE | AT48 (1 Wo.)AT | CH25 (1 Wo.)CH | NO2 (2 Wo.)NO | SE29 (1 Wo.)SE | FI24 (1 Wo.)FI | Erstveröffentlichung: 8. September 2023                   |

### EPs
- 2013: Gojira/Kvelertak Live (Split mit Gojira)

### Singles
- 2010: Mjød (NO: Gold)
- 2010: Blodtørst
- 2013: Bruane Brenn
- 2013: Kvelertak (NO: Gold)
- 2016: 1985
- 2016: Berserkr
- 2019: Bråtebrann
- 2020: Crack of Doom (feat. Troy Sanders)
- 2020: Fanden Ta Dette Hull!
- 2023: Krøterveg Te Helvete

### Demos
- 2007: Westcoast Holocaust

## Auszeichnungen für Musikverkäufe
Anmerkung: Auszeichnungen in Ländern aus den Charttabellen bzw. Chartboxen sind in ebendiesen zu finden.
| Land/RegionAuszeichnungen für Musikverkäufe (Land/Region, Auszeichnungen, Verkäufe, Quellen) | Gold     | Platin | Verkäufe | Quellen |
| -------------------------------------------------------------------------------------------- | -------- | ------ | -------- | ------- |
| Norwegen (IFPI)                                                                              | 4× Gold4 | —      | 35.000   | ifpi.no |
| Insgesamt                                                                                    | 4× Gold4 | —      |          |         |